# 베르나르드
베르나르드라는 이름으로 알려진 베르나르 아니시우 카우데이라 두아르치(Bernard Anício Caldeira Duarte, 1992년 9월 8일 ~ )는 파나티나이코스에서 윙어로 뛰고 있는 브라질의 축구 선수이다.